# Цео живот за годину дана
Цео живот за годину дана је ТВ серија Редакције Забавно-хумористичког програма ТВ Београд, прва српска и југословенска сапуница икад снимљена. Аутор сценарија је славни драмски писац Александар Поповић, серију су наизменично режирали филмски редитељи Владан Слијепчевић и Мило Ђукановић. Снимана је током 1970. године, а емитована од 3. јануара (1. епизода "Усамљеност") до 16. децембра 1971. године (50. и последња епизода "Смена"). Од 5. септембра 2012. године је репризирана на РТС-у.

## Из критике
... Телевизија Београд почела је јуче да емитује серију под насловом „Цео живот за годину дана“, коју је Александар Поповић написао у педесет и две епизоде. И од сада па током целе године сваке недеље у подне приказиваће се премијерно једна епизода, али само за гледаоце подручја Телевизије Београд, док ће се четвртком у 19.20 часова иста прича понављати и том приликом биће укључена цела југословенска телевизијска мрежа.
           „Усамљеност“ је назив прве емисије. Упознали смо главног јунака, у тумачењу Зорана Радмиловића, а исто тако и његову партнерку Ружицу Сокић. Њих двоје ће, како се чује, бити централни брачни пар серије и проживеће на нашим малим екранима свој живот, који ће наравно трајати знатно више од само једне године дана. Поред њих представљени су нам јуче још неки од главних ликова чије ће се судбине преплитати.
           Препознали смо Мију Алексића, Јелисавету Саблић, Живку Матић, Олгу Ивановић. И пре свих осталих утисака, који ће се барем током три до четири уводне епизоде морати да провере, као први већ се готово сасвим потврђује да ће нова серија бити ревија успелих глумачких остварења.
           Зоран Радмиловић је већ у првој причи дао целовит и заокружен лик усамљеног човека. Све се одиграло током једног бесциљног недељног поподнева, у коме он лута градом и безуспешно покушава да успостави приснији додир са било којим људским бићем.
           Из прве епизоде схватили смо да ће све емисије припадати једној целини, што ће на известан начин обавезивати гледаоце да прате сваку емисију ако желе да имају увид у целовитост приче. Није ли то врлина која се управо на телевизији може да испољи и као мана?

(Олга Божичковић, Упознавање, Политика, Београд, 4. јануар 1971)

           ... „Поспано, болно и лагано“ јецају и плачу у својој осами јунаци најновије серије Александра Поповића „Цео живот за годину дана“ недељом око подне и четвртком рано извечери на нашим малим екранима. После првих неколико епизода већ се јасније, после првих магловитих обриса назиру чвршћи облици ове бесконачне повести о наводно, нашим данашњим људским приликама и неприликама. Како је почело, неспоразум се одиграва у троуглу: писац, редитељ, гледаоци.
           Прихваћена, обрађена и гледалишту сервирана као продукт забавно-хумористичке редакције, самим тим обећава и упућује на смех и шалу. Засад би гледалац имао права да одгонета ко га је обмануо: писац или редитељ.
           Можда се одгонетка крије у „трећем имену шпице“ – Александру Ђорђевићу. Иако је за телевизијског гледаоца, у време када је најављено реализовање Поповићеве серије, гаранција била управо у његовој личности јер је била обећана као такозвани супервизор двојици дотад искључиво филмских редитеља, Слијепчевићу и Ђукановићу. Утолико пре што је управо сарадња Ђорђевића и Поповића датум који се памти и који ће једног дана сигурно бити забележен као прекретница у драмском телевизијском изразу („Намештена соба“).
           Александар Поповић није писац који се може буквално тумачити, чија се реченица сме прихватити и „вратити на прву лопту“. Поповић захтева глумачко дистанцирање да би се кроз тај први однос према тексту, у сваком случају за одређену нијансу „померен“, постигло оно смешно у његовој обичности. Слијепчевић је у том смислу промашио и учинио да све добије призвук баналности.

(Олга Божичковић, Да не буде жедних преко воде, Политика, Београд, 30. јануар 1971)

## Улоге

### Главне улоге
| Глумац             | Улога            |
| ------------------ | ---------------- |
| Зоран Радмиловић   | Живко Симић      |
| Ружица Сокић       | Живка Симић      |
| Милена Дравић      | Слађана Бајић    |
| Љубиша Самарџић    | Цакан Јанковић   |
| Бора Тодоровић     | Мирко Батурина   |
| Слободан Алигрудић | Веса Бабић       |
| Бранко Цвејић      | Дејан Симић      |
| Тамара Милетић     | Тања Вулетић     |
| Маја Чучковић      | Мара Јанковић    |
| Бранка Зорић       | Александра Симић |
| Станислава Пешић   | Мила де Мајо     |
| Живка Матић        | Каја Матић       |
| Србољуб Милин      | Душан Јанковић   |
| Мија Алексић       | Капетан Вељковић |
| Олга Ивановић      | Вука Спајић      |
| Душан Јанићијевић  | Мартиновић       |
| Славица Георгиев   | Кућна помоћница  |
| Милка Лукић        | Зага             |
| Јосиф Татић        | Глиша            |

### Остале улоге
| Глумац                   | Улога                  |
| ------------------------ | ---------------------- |
| Живојин Жика Миленковић  | Ранко Батурина         |
| Нела Димитријевић        | Дејанова ћерка         |
| Јелена Жигон             | Борка Јанковић         |
| Никола Милић             | Комшија Раденко        |
| Вера Томановић           | Илонка                 |
| Оливер Томић             | Дејан Симић            |
| Данило Бата Стојковић    | Света Бајић            |
| Дејан Чавић              | Управник дома за старе |
| Мира Динуловић           | Главна неговатељица    |
| Милан Јелић              | Радни колега           |
| Радомир Поповић          | Радни колега           |
| Растко Тадић             | Радни колега           |
| Ружица Вељовић           | Радна колегиница       |
| Ана Ђурковић             |                        |
| Дара Чаленић             | Косара Батурина        |
| Александар Стојковић     | Мајстор Лаза           |
| Весна Крајина            | Милена                 |
| Јанез Врховец            | Цаканов отац           |
| Љерка Драженовић         | Стојанка               |
| Предраг Милинковић       | Продавац на пијаци     |
| Богић Бошковић           | Радни колега           |
| Душан Голумбовски        | Радни колега           |
| Мирослава Николић        | Радна колегиница       |
| Миља Вујановић           |                        |
| Јелисавета Сека Саблић   | Жена са кучетом        |
| Весна Латингер           | Девојка на станици     |
| Оливер Ђурђевић          | Дејан Симић            |
| Весна Малохоџић          | Девојка на станици     |
| Стојан Столе Аранђеловић |                        |
| Станимир Аврамовић       |                        |
| Соња Ђурђевић            |                        |
| Драгомир Фелба           |                        |
| Александар Гаврић        |                        |
| Љубица Голубовић         |                        |
| Ђорђе Јовановић          |                        |
| Дамјан Клашња            | Конобар                |
| Мишел Колинс             |                        |
| Сибина Мијатовић         |                        |
| Марија Милутиновић       |                        |
| Стеван Миња              | Пијанац 1              |
| Страхиња Мојић           | Рецепционер            |
| Мирјана Николић          |                        |
| Бранко Обрадовић         | Носач                  |
| Аленка Ранчић            | Нова станарка          |
| Љубивоје Видосављевић    |                        |
| Драгољуб Војнов          | Тапкарош               |
| Јелка Вујић              | Старица                |
| Душан Вујисић            | Пијанац 2              |
| Јован Јанићијевић Бурдуш |                        |
| Љубомир Ћипранић         | Муштерија у бријачници |
| Весна Пећанац            | Фризерка               |

## Комплетна ТВ екипа
| Одсек                     | Име                   | Коментар             |
| ------------------------- | --------------------- | -------------------- |
| Редитељ                   | Владан Слијепчевић    |                      |
| Редитељ                   | Мило Ђукановић        |                      |
| Сценариста                | Александар Поповић    |                      |
| Продуцент                 | Миодраг Маринковић    |                      |
| Директор фотографије      | Ђорђе Николић         |                      |
| Директор фотографије      | Бранко Иватовић       |                      |
| Монтажер                  | Миланка Нановић       |                      |
| Монтажер                  | Катарина Стојановић   |                      |
| Монтажер                  | Маја Лазаров          |                      |
| Сценограф                 | Драгољуб Лазаревић    |                      |
| Уметнички директор        | Стојадин Луковић      |                      |
| Костимограф               | Јелисавета Гобецки    |                      |
| Одсек за шминку           | Лепосава Првановић    | шминкер              |
| Одсек за шминку           | Савета Ковач          | шминкер              |
| Менаџер продукције        | Властимир Јовановић   | директор филма       |
| Менаџер продукције        | Љубивоје Видосављевић | директор филма       |
| Менаџер продукције        | Драгољуб Марковић     | вођа снимања         |
| Менаџер продукције        | Миодраг Станковић     | вођа снимања         |
| Помоћник режије           | Бранко Балетић        | 2. помоћник редитеља |
| Помоћник режије           | Никола Јовићевић      | 1. помоћник редитеља |
| Помоћник режије           | Милош Антић           | 2. помоћник редитеља |
| Помоћник режије           | Владимир Басара       | 1. помоћник редитеља |
| Уметнички одсек           | Александар Ђорђевић   | уметнички консултант |
| Уметнички одсек           | Јаков Маричић         | сценски реквизитер   |
| Уметнички одсек           | Негослав Ђоковић      | сценски реквизитер   |
| Одсек за звук             | Живко Пивнички        | тон мајстор          |
| Одсек за звук             | Марко Родић           | микроман             |
| Одсек за звук             | Владимир Додиг        | снимач звука         |
| Одсек за камеру и расвету | Станко Бајалица       | вођа расвете         |
| Одсек за камеру и расвету | Душан Недељковић      | пратилац камере      |
| Одсек за камеру и расвету | Јован Керекес         | асистент камере      |
| Одсек за камеру и расвету | Миливоје Животић      | пратилац камере      |
| Одсек за костим           | Споменка Видаковић    | гардеробер           |
| Одсек за костим           | Олга Ровнан           | гардеробер           |
| Музички одсек             | Доријан Шетина        | музички сарадник     |
| Музички одсек             | Илија Генић           | музички аранжер      |
| Остала екипа              | Нада Недељковић       | секретар режије      |
| Остала екипа              | Марија Ђорђевић       | секретар режије      |